# T-4教練機
T-4教練機（又稱川崎T-4）是日本航空自衛隊1980年代自行开发的教練機。空自飛官對此機的暱稱為海豚；平时擔任中級教練機，在T-2教練機退役之後也開始負擔高級教練機的訓練任務。

## 開發歷史
1981年（昭和56年），當時日本防衛廳為了汰換日漸老朽化的T-33教練機以及T-1教練機，對川崎重工業、三菱重工業以及石川島播磨重工業三家廠商下達了共同開發命令研發新一代中級教練機。川崎以及三菱負責機體研發，石川島播磨負責渦輪扇葉發動機的開發，此機為完全日本國內技術開發無國外技術支援。
整體計畫由1981年開始，1982年完成細部設計，1983年開始進行原型機試製，1985年原型機XT-4一號機試飛；隨後四架原型機編入防衛廳技術研究本部的航空自衛隊航空實驗團進行飛行測驗，1988年7月28日防衛廳正式決定採用此機作為空自新一代中級教練機，9月第一架量產型開始製作；量產型生產從1988年到2003年最後一架T-4（36-5812）交機為止，總共生產了208架，藍色衝擊波飛行表演隊於1995年決定採用T-4成為他們第三代操作機種。

## 使用部隊

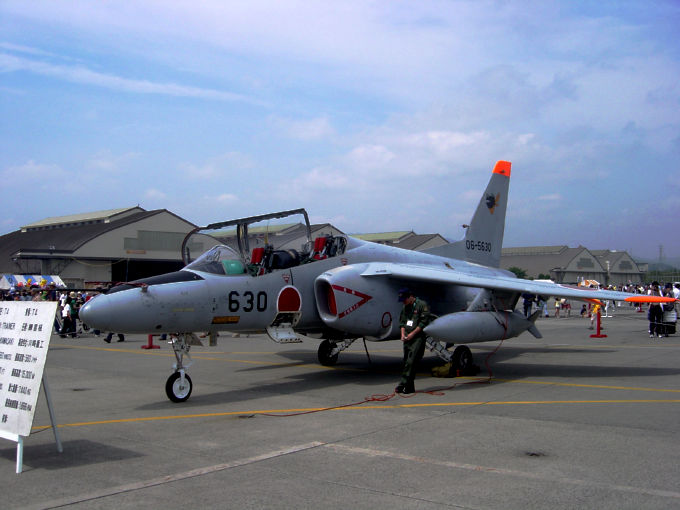
T-4教練機塗裝

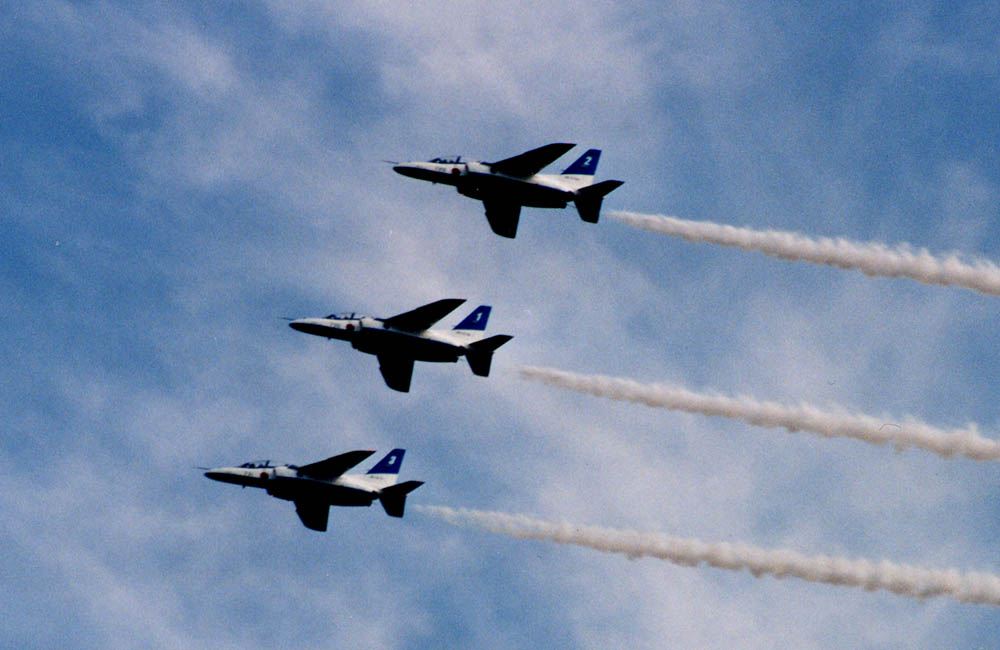
藍色衝擊波飛行表演隊

除了教練機以外，T-4也被拿來做聯絡機使用，因此空自基地所在機場皆有裝備T-4
- 千歲基地：第2航空團 - 第201飛行隊・第203飛行隊
- 三澤基地：第3航空團 - 第3飛行隊・第8飛行隊・北空支援飛行班
- 松島基地：第4航空團 - 第11飛行隊（藍色衝擊波飛行表演隊）・第21飛行隊
- 百里基地：第7航空團 - 第204飛行隊・第305飛行隊、偵察航空隊 - 第501飛行隊
- 入間基地：航空總隊司令部飛行隊
- 小松基地：第6航空團 - 第303飛行隊・第306飛行隊
- 濱松基地：第1航空團 - 第31教育飛行隊・第32教育飛行隊、第1術科学校（整備教育用）
- 岐阜基地：飛行開發實驗團
- 蘆屋基地：第13飛行教育團
- 春日基地：西空支援飛行隊
- 築城基地：第8航空團 - 第6飛行隊・第304飛行隊
- 新田原基地：第5航空團 - 第301飛行隊、飛行教育航空隊 - 第23飛行隊、飛行教導隊
- 那霸基地：第83航空隊 - 第302飛行隊・南西支援飛行班

## 生產類型
- XT-4：原型機（實驗機4架＋地面實驗機2架，隨後將原型機修改為量產型款式）
- T-4：量產型，生產208架
  - T-4戰技研究機：藍色衝擊波使用機種

## 性能
- 乘員：2名
- 全長：13公尺
- 翼展：9.9公尺
- 全高：4.6公尺
- 起飛重量：5530公斤
- 引擎：兩具石川島播磨F3-IHI-30
- 最大推力：3338公斤（32.8 KN）
- 最大速度：0.907馬赫（1,111公里/小時；560節）（10000公尺）
- 巡航速度：0.75馬赫（918公里/小時）
- 失速：167公里/小時（90節）
- 固定武裝：無

## 外部連結
- 航空自衛隊-  -（页面存档备份，存于）